# Pixies
Pixies (транскр. Пиксиз) америчка су музичка група из Бостона у Масачусетсу.
Група је основана 1986. у Бостону. Првобитну поставу су чинили Блек Франсис, Џои Сантијаго, Ким Дил и Дејвид Лаверинг. Чланови су се 1993. разишли након свађе, али су се поново окупили 2004. године. Дил је у јуну 2013. напустила састав, а иницијално ју је заменила Ким Шатак, претходно најпознатија по раду у групи The Muffs. Међутим, Pixies су је отпустили већ у новембру исте године. Убрзо потом су ангажовали Паз Лешантин, која је раније свирала у саставима Zwan и The Perfect Circle.
Њихов стил алтернативног рока је под јаким утицајем панк и серф рока, и мада је у великом мери мелодичан, успевао је у исто време да буде и храпав. Франсис је био главни текстописац и певач групе и истицао се својим очајничким, завијајућим вокалом. Писао је песме које су се бавиле несвакидашњим темама као што су НЛОи и надреализам. Многе од песама групе говоре о психичкој нестабилности, библијским приказима насиља, пожуди, физичким повредама и инцесту.
Pixies су у домовини имали скроман успех; много су успешнији били у Уједињеном Краљевству и Европи, мада са студијским албумима никада имали нарочиту пролазност код широке публике. Издања Doolittle и Surfer Rosa уврштена су на топ-листу 500 најбољих албума свих времена по избору часописа Ролинг стоун.
Песма Where Is My Mind?, првобитно објављена на албуму Surfer Rosa, стекла је препознатљивост код шире публике тек 1999. године, када је искоришћена као подлога за завршне сцене филма Борилачки клуб. Ова и нумера Monkey Gone to Heaven нашле су се на топ-листи 500 најбољих песама свих времена по избору часописа Ролинг стоун. У најпознатије песме ове групе убрајају се још и: Here Comes Your Man, Hey, Debaser, Velouria, Gigantic...
Група се често сматра непосредним претходником експлозије алтернативног рока 1990-их, мада су се њени чланови разишли пре него што су имали прилику да уживају у потенцијалној користи од тога. Један од највећих поклоника ове бостонске четворке био је Курт Кобејн, фронтмен групе Nirvana. Он је чак изјавио и да је приликом писања нумере Smells Like Teen Spirit заправо покушавао да плагира Pixies, а истицао је и да су текстови њихових песама били међу реткима који су му заиста свиђали. О утицају и значају групе Pixies говорили су и бројни други музичари (Дејвид Боуи, Дејв Грол, Том Јорк, Пи Џеј Харви, Кортни Лав, Били Корган, Скот Вајланд, Боб Моулд, Риверс Куомо...). Неки од њих су у текстове својих песама укључили и посвете овом саставу, а одавали су му почаст и на друге начине.

## Чланови

### Садашњи
- Блек Франсис — главни вокал, ритам гитара (1986—1993, 2004—данас)
- Џои Сантијаго — соло гитара, клавијатуре (1986—1993, 2004—данас)
- Дејвид Лаверинг — бубањ, удараљке (1986—1993, 2004—данас)
- Паз Лешантин — бас-гитара, виолина, пратећи вокал (2013—данас)

### Бивши
- Ким Дил — бас-гитара, вокал (1986—1993, 2004—2013)
- Ким Шатак — бас-гитара, пратећи вокал (2013)

## Дискографија

### Студијски албуми
- (1988)
- (1989)
- (1990)
- (1991)
- (2014)
- (2016)
- (2019)
- (2022)

### издања
- (1987)
- (2002)

## Наступи у Србији
| Датум            | Место   | Простор                            | Напомене   | Изв.          |
| ---------------- | ------- | ---------------------------------- | ---------- | ------------- |
| 22. мај 1989.    | Београд | Студентски културни центар Београд | —          | [ 16 ]        |
| 29. август 2022. | Београд | Стадион Ташмајдан                  | предгрупа: | [ 17 ] [ 18 ] |